# Clara Gold
Chanteuse et actrice comique américaine du théâtre yiddish de Anshel Schorr, Clara Gold (1888-1946) enregistra avec son partenaire Gus Goldstein.

## Biographie
Clara Gold est née à New York le 6 juillet 1888 ; elle a grandi à Lviv en Ukraine, où sa famille était retournée peu après sa naissance. De retour aux États-Unis vers 1900, elle entame une carrière d'actrice et forme un duo à partir de 1916 avec Gus Goldstein ; elle enregistre pour Columbia à partir de 1917, en solo ou en duo avec Goldstein.
Elle meurt le 12 décembre 1946.